# Tanja Fischer
Tanja Fischer – niemiecka snowboardzistka. Nie startowała na igrzyskach olimpijskich. Zajęła 21. miejsce w gigancie na mistrzostwach świata w Lienzu. Najlepsze wyniki w Pucharze Świata osiągnęła w sezonie 1995/1996, kiedy to zajęła 13. miejsce w klasyfikacji generalnej, a w klasyfikacji slalomu była siódma.
W 1996 r. zakończyła karierę.

## Sukcesy

### Mistrzostwa Świata
| Miejsce | Dzień       | Rok  | Miejscowość | Konkurencja | Zwycięzca   |
| ------- | ----------- | ---- | ----------- | ----------- | ----------- |
| 21.     | 26 stycznia | 1996 | Lienz       | Gigant      | Karine Ruby |

### Puchar Świata

#### Miejsca w klasyfikacji generalnej
- 1995/1996 - 13.

#### Miejsca na podium
1. San Candido – 20 stycznia 1996 (Slalom) - 3. miejsce
2. Bad Hindelang – 3 lutego 1996 (Slalom równoległy) - 3. miejsce
3. Sun Peaks – 2 marca 1996 (Slalom równoległy) - 2. miejsce